# Nika (film)
Nika (russisk: Ника) er en russisk spillefilm fra 2022 af Vasilisa Kuzmina.

## Medvirkende
- Jelizaveta Jankovskaja som Nika Turbina
- Vitalija Kornijenko
- Anna Mikhalkova
- Ivan Fominov som Ivan
- Ivan Brovin som Roma
- Jegor Trukhin som Jasja
- Jevgenij Sangadzjiev som Igor
- Ivan Makarevitj som Larik
- Nikolaj Denisov som Jevgenij Jevtusjenko